# 장쯔펑
장쯔펑(중국어: 张子枫;, 병음: Zhang Zifeng, 2001년 8월 27일 ~ )는 중국의 배우이다. 2019년 CCTV 선정 "포스트 95년 사소화단"(95后四小花旦) 중 한 명으로 선정되었다.